# Niedersaubach
Niedersaubach ist ein Stadtteil von Lebach im saarländischen Landkreis Saarlouis.

## Geografie und Verkehrsanbindung
Niedersaubach liegt nordöstlich direkt anschließend an den Kernort Lebach an der Landesstraße L 334. Die B 269 verläuft unweit südlich und die A 1 weiter entfernt östlich.

## Sehenswürdigkeiten
- St. Antonius von Padua (Niedersaubach)

Siehe Liste der Baudenkmäler in Lebach#Niedersaubach